# Sébastien Leclerc (1676-1763)
Pour les articles homonymes, voir Sébastien Leclerc (homonymie), Leclerc et Le Clerc.
Sébastien Leclerc, ou Sébastien II Le Clerc, est un dessinateur, graveur et peintre français, né à Paris, aux Gobelins, le 29 septembre 1676 et mort aux Gobelins, dans la même ville, le 29 juin 1763 .

## Biographie
Sébastien Leclerc est né à Paris, aux Gobelins, le 29 septembre 1676. Il est le fils de Sébastien Leclerc, membre de l'Académie royale de peinture et de sculpture depuis 1672, et de Charlotte Van den Kerchove (ou Kerkove d'après Auguste Jal, Kerckhove d'après Jeanne Lejeaux).
Il a appris les rudiments du dessin et de la peinture avec son père et a poursuivi ses études avec Bon Boullogne, mais il s'est distingué des élèves de Boullogne en n'adoptant pas la coloration bistrée de cette école. Comme l'a écrit J. P. Mariette : « il ne voulut point adopter d'autre manière que celle de son père. Il peignit en grand ce que celui-ci dessinoit [sic] en petit, et cela ne produisit que des tableaux froids et sans verve, qu'un coloris fade et peu vrai acheva de rendre insipides ».
Il est admis à l'Académie royale de peinture et de sculpture comme peintre, le 23 août 1704. Son tableau de réception est La Déification d'Énée.
Il a été peintre ordinaire du roi. L'Académie royale de peinture et de sculpture l'a nommé adjoint à professeur de perspective et de géométrie en 1717, professeur en 1721,. Il présente sa démission de professeur de perspective en 1756 mais l'Académie de l'accepte pas, mai il démissionne en 1758. Il espérait que le poste revienne à son fils, mais sa jeunesse ne lui a permis que d'être l'adjoint du peintre Michel-Ange Challe qui a été nommé titulaire de la chaire. On trouve dans la liste des adjoints à professeur des registres de l'Académie : Le Clerc fils, nommé en reconnaissance des services du père sans avoir été reçu académicien. L'Académie lui a accordé une pension « en reconnaissance de ses longs services ».
En 1736, Philibert Orry, contrôleur général des Finances, l'a nommé directeur de la petite école des Gobelins,.
Il s'est marié avec Charlotte Guillot dont il a eu :
- Jacques Sébastien Le Clerc, né le 8 août 1733[8], mort le 17 mai 1785, élève de son père, il a été professeur de perspective à la manufacture des Gobelins, puis professeur à l'Académie bien qu'il n'en fut pas membre de 1778 jusqu'à sa mort[9]. Il est connu comme peintre de scènes mythologiques, de scènes de genre et dessinateur. Il a réalisé les dessins de 5 volumes de la publication Galerie des modes et costumes français[10] ;
- Catherine-Louise Le Clerc, mariée en 1757 avec Charles Joullain[2].

Sébastien Leclerc meurt à Paris, aux Gobelins, le 29 juin 1763 .